# Last Inferno
「Last Inferno」（ラスト・インフェルノ）は、Ceuiの楽曲。Ceuiが作詞、小高光太郎が作曲を手掛けた。Ceuiの10枚目のシングルとして2010年10月27日にLantisから発売された。

## 解説
前作「Truth Of My Destiny」から2ヶ月ぶりのリリースとなる2010年2作目のシングル。表題曲「Last Inferno」は、スケール感ある音の広がりとCeuiの高音が融合した感激チューン
で、テレビアニメ『伝説の勇者の伝説』の後期オープニングテーマに起用された。

## 収録曲
（全作詞：Ceui、編曲：小高光太郎）
1. Last Inferno [4:26] 
作曲：小高光太郎・Ceui
2. Energy [5:08] 
作曲：Ceui
3. Last Inferno （instrumental）
4. Energy （instrumental）